# Retocomus wildii
Retocomus wildii är en skalbaggsart som först beskrevs av Leconte 1855.  Retocomus wildii ingår i släktet Retocomus och familjen kvickbaggar. Inga underarter finns listade i Catalogue of Life.